# Birgittelyst
Birgittelyst is een plaats in de Deense regio Midden-Jutland, gemeente Viborg. De plaats telt 619 inwoners (2008).